# FLY HIGH!!
「FLY HIGH!!」（フライ・ハイ）は、日本のロックバンド、BURNOUT SYNDROMESのメジャー1枚目のシングル。2016年3月2日発売。発売元はEPICレコードジャパン。

## 概要
前作「LOSTTIME」から1年9ヵ月ぶりのシングル。本作でメジャーデビューを果たした。
初回生産限定盤と通常盤の2形態で発売され、初回生産限定盤には缶バッジ2つが付属し、『ハイキュー!!』描き下ろしジャケット使用となっている。

## 収録曲

### 初回生産限定盤
1. FLY HIGH!!
『ハイキュー!! セカンドシーズン』オープニングテーマ。PVには染野有来が出演している。
2. エアギターガール
3. サクラカノン
ヨハン・パッヘルベルのカノンが引用されている。[1]
4. FLY HIGH!! (アニメバージョン)
5. FLY HIGH!! (Instrumental)

### 通常盤
1. FLY HIGH!!
2. エアギターガール
3. サクラカノン